# XXIV Cuerpo de Ejército (Bando republicano)
El XXIV Cuerpo de Ejército fue una unidad del Ejército Popular de la República que operó durante la guerra civil española. Concretamente, fue el último cuerpo de ejército creado por la República.

## Historial
El 11 de julio de 1938, bajo iniciativa del Coronel Vicente Rojo, fue creado el XXIV Cuerpo de Ejército como reserva estratégica del Grupo de Ejércitos de la Región Oriental (GERO), el conjunto de todas las fuerzas republicanas que defendían Cataluña. En él se agruparían las divisiones republicanas constituidas de los últimos reemplazos y llamadas a filas (la llamada «Quinta del biberón»). También fue incorporada la 43.ª División, que hasta entonces había estado luchando en la Bolsa de Bielsa y, después de pasar por Francia, había regresado a la España republicana. El primer comandante fue el teniente coronel Jesús Pérez Salas, antiguo comandante de la 30.ª División.
Una vez comenzada la batalla del Ebro, la formación acudió al frente para reemplazar a las tropas del Ejército del Ebro, que se hallaban muy desgastadas por la dureza de los combates; el Cuerpo quedaría encuadrado en el Ejército del Ebro aunque no todas sus fuerzas acudieron al Frente del Ebro. Con el tiempo, la ofensiva republicana en el Ebro fracasó y a mediados de noviembre todas las tropas republicanas habían cruzado a la orilla republicana.
A finales de diciembre, al comienzo la ofensiva franquista en Cataluña, el XXIV Cuerpo de Ejército cubría el sector que iba desde Mequinenza hasta la desembocadura del río Ebro. Durante un tiempo mantuvo sus posiciones hasta que, a principios de enero, tuvo que retirarse por el riesgo de quedar cercado debido al hundimiento de su retaguardia. A pesar de que el avance franquista era irresistible, las tropas del Cuerpo lograron retrasarlo lo suficiente como para retirarse hacia Reus y Tarragona, y así lograr salvar la mayor cantidad posible de efectivos y material bélico. El 17 de enero, después de la caída de Tarragona, el Cuerpo sufrió una reorganización interna con el cambio de mandos y el recambio de unidades adscritas, con la incorporación de las divisiones 74.ª y 77.ª, de nueva creación. Pero estos cambios no pusieron freno a la ofensiva franquista, puesto que la realidad era que la formación constituía más una unidad sobre el papel que sobre el campo de batalla. Tras la caída de Barcelona la retirada no se paró hasta el cruce de la frontera francesa y a comienzos de febrero los remanentes de la formación cruzaron la frontera francesa y la formación quedó disuelta.

## Mandos
Comandantes
- teniente coronel de infantería Jesús Pérez Salas, hasta diciembre de 1938.[4]
- teniente coronel de caballería Mariano Buxó Martín,[9] hasta el final de la Campaña de Cataluña.

Jefes de Estado Mayor
- teniente coronel de infantería José García Garnero, hasta diciembre de 1938.[4]
- comandante de infantería José Guarner Vivancos,[10] hasta el 17 de enero de 1939.
- teniente coronel de caballería Gabriel Jiménez Izquierdo, hasta el cruce de la frontera francesa (febrero de 1939).

## Orden de batalla
| Fecha                  | Ejército adscrito      | Frente de batalla | Divisiones integradas |
| 11 de julio de 1938    | Reserva General (GERO) | Retaguardia       | 43.ª, 55.ª y 62.ª     |
| 8 de diciembre de 1938 | Ejército del Ebro      | Ebro              | 24.ª, 43.ª y 62.ª     |
| 17 de enero de 1939    | Ejército del Ebro      | Cataluña          | 24.ª, 43.ª y 56.ª     |
| 17 de enero de 1939    | Ejército del Ebro      | Cataluña          | 74.ª y 77.ª           |